# Saint-Nic
Saint-Nic è un comune francese di 765 abitanti situato nel dipartimento del Finistère nella regione della Bretagna.

## Società

### Evoluzione demografica
Abitanti censiti